# Rejon czyszmiński
Rejon czyszmiński (ros. Чишминский район) – jeden z 54 rejonów w Baszkirii. Stolicą regionu są Cziszmy.
31 214 osób to ludność wiejska, a 21 323 osób to ludność miejska.